# Fitri-See
Der Fitri-See ist ein See im Zentrum des Tschad.

## Geographie
Er liegt etwa 300 km östlich von N’Djamena und 100 km westlich der Stadt Ati in der Provinz Batha, im Zentrum des Siedlungsgebietes der Bulala.
Die Fläche des Sees beträgt normalerweise etwa 500 km², was in etwa der Größe des Bodensees entspricht. Sie kann sich in regenreichen Jahren aber verdreifachen. Der Süßwasser-See ist flach und wird durch saisonale Regenfälle und Zuflüsse aus seinem 70.000 km² großen Einzugsgebiet gespeist. Der größte Zulauf ist der saisonale Fluss Batha (Bahr el Batha), der von Osten her Wasser aus dem Wadai-Massiv heranführt und in einem Delta mündet.
Bedeutendste Siedlung im Ufer-Bereich des Sees ist Yao, Hauptstadt des früheren Sultanats Yao.

## Hydrologie
Die Salinität des Sees ist wie bei anderen Sahel-Seen im Tschadbecken niedrig. Im Volksmund wird der Fitri-See als kleiner Bruder des Tschadsees bezeichnet, mit dem er im Zeitalter des Tschadien bis vor 5000 Jahren ein Teil des Mega-Tschadsees war.
Ähnlich wie andere Seen des Tschad ist der Fitri-See nicht ganz so groß wie früher. Zudem kann der normalerweise dauerhafte See in schweren Dürreperioden komplett trockenfallen, wie zu Beginn des 20. Jahrhunderts und 1984/85.

## Wirtschaft
Der See ist eine wichtige Ernährungsquelle für die lokale Bevölkerung, da in ihm mehr als 3000 Tonnen Fisch pro Jahr gefangen werden.

## Naturschutz
Der See wurde 1990 durch die Ramsar-Konvention zu einem Feuchtgebiet von internationaler Bedeutung erklärt, dieses Gebiet erstreckt sich auf 1950 km² rund um den See.

## Quelle
- Ramsar-Information über den Tschad Länderinformation Tschad auf Ramsar Wetland (Memento vom 24. September 2012 im Internet Archive) 172 kB PDF-Datei
- BirdLife International: Lake Fitri. Abgerufen am 17. Januar 2022.
- F. Hagenbucher: Notes sur les Bilala du Fitri (pdf)